# Daniel Waldenström
Daniel Anders Måns Waldenström (27 maart 1974), is een Zweeds econoom, economisch historicus en hoogleraar. Hij doceert economie en is programmamanager voor het onderzoeksprogramma Belastingen en Samenleving aan het Research Institute of Industrial Economics in Stockholm.
Waldenström is gehuwd en heeft drie kinderen, geboren in 2003, 2006 en 2011.

## Ongelijkheid
In zijn boek Richer and More Equal (‘Rijker en gelijker’) nuanceert hij sterk de conclusies van Thomas Piketty dat rijkdom zich concentreert bij een kleine groep aan de top, ten koste van de rest van de bevolking, met steeds toenemende economische ongelijkheid als gevolg. Waldenström is daarentegen van oordeel dat het in de Westerse wereld wel meevalt met die ongelijkheid. De rijken werden inderdaad rijker, maar het vermogen van de middenklasse groeide nog veel sneller, met dank aan de huizenmarkt en de pensioenen.
- Semantic Scholar: 66421362